# The Awesome Machine
The Awesome Machine is een Zweedse metalband.

## Artiesten
- John Hermansen - zang
- Christian Smedström - gitaar
- Anders Wenander - basgitaar
- Tobbe Bovik - drums

## Vroegere leden
- Lasse Olausson - zang
- Stefan Magnusson - basgitaar

## Discografie
- 1999 - The Awesome Machine
- 2000 - Under The Influence (People Like You)
- 2002 - It's Ugly Or Nothing (People Like You)
- 2003 - The Soul Of A Thousand Years (People Like You)